# Эффекты 5-HT1A-рецептора в центральной нервной системе
Рецепторы подтипа 5-HT₁A вовлечены в нейромодуляцию (модуляцию активности центральной нервной системы). 
В частности, активация этих рецепторов агонистами приводит к снижению артериального давления и урежению частоты сердечных сокращений благодаря центральным механизмам действия, а также благодаря индуцированию периферической вазодилатации и за счёт стимуляции активности блуждающего нерва. Эти эффекты являются результатом активации 5-HT₁A-рецепторов, находящихся в сосудодвигательном (прессорном) центре продолговатого мозга, в его рострально-вентролатеральной части. Симпатолитическое гипотензивное лекарство урапидил является не только антагонистом α₁-адренорецепторов и агонистом α₂-адренорецепторов, но и агонистом 5-HT₁A-рецепторов. И было показано, что его свойства как агониста 5-HT₁A-рецепторов привносят свой вклад в его гипотензивный эффект. Вазодилатация поверхностных сосудов кожи через активацию центральных 5-HT₁A-рецепторов увеличивает теплоотдачу (отдачу тепла) с поверхности тела и тем самым способствует снижению температуры тела.
Активация центральных 5-HT₁A-рецепторов вызывает либо усиление, либо ослабление выделения норадреналина в голубоватом пятне, в зависимости от вида животного — у человека и других приматов ослабление, у крыс и других грызунов — усиление. А нисходящие норадренергические влияния из голубоватого пятна модулируют активность постсинаптических α₂-адренергических рецепторов в глазодвигательных ядрах Эдингера-Вестфаля, а те, в свою очередь, через симпатические волокна глазодвигательных нервов передают команды цилиарным мышцам глаз. Таким образом, стимуляция центральных 5-HT₁A-рецепторов у человека и других приматов приводит к ослаблению норадренергической нейротрансмиссии в глазодвигательных ядрах Эдингера-Вестфаля и к сужению зрачка (миозу), а у крыс и других грызунов — к усилению норадренергической нейротрансмиссии в ядрах Эдингера-Вестфаля и к расширению зрачков (мидриазу).
Агонисты 5-HT₁A-рецепторов, такие, как буспирон и флезиноксан проявляют эффективность в уменьшении симптомов тревоги и депрессии. Буспирон и тандоспирон разрешены к применению для этих целей в разных странах мира. Другие агонисты 5-HT₁A-рецепторов, такие, как гепирон, флезиноксан, флибансерин, или налузотан находятся на различных стадиях разработки и исследования (либо разрабатывались и исследовались в прошлом, но разработка была по тем или иным причинам прекращена), однако на данный момент ни один из них ещё не закончил полный цикл разработки и исследований и не получил разрешения на клиническое применение у человека. Некоторые из атипичных антипсихотиков, такие, как арипипразол также являются парциальными агонистами 5-HT₁A-рецепторов и иногда используются в малых дозах в качестве средств для аугментации (усиления действия, потенцирования) стандартных антидепрессантов, в частности СИОЗС, ТЦА.
Десенситизация 5-HT₁A- пресинаптических ауторецепторов и усиление активности постсинаптических 5-HT₁A-рецепторов в результате вызванного теми или иными механизмами повышения общего содержания серотонина в синапсах мозга (будь то повышение биосинтеза серотонина под влиянием препаратов лития или под влиянием усиленного поступления в организм прекурсоров серотонина — триптофана или 5-гидрокситриптофана, или блокада обратного захвата серотонина при применении СИОЗС, ТЦА, или блокада разрушения серотонина ферментом моноаминоксидазой при применении ИМАО, или блокада пресинаптических «тормозных» α₂-гетероадренорецепторов на серотониновых нейронах при применении миртазапина и др.) — считается одним из важных механизмов реализации антидепрессивного действия всех вышеперечисленных соединений, как лекарств, так и пищевых добавок. В дополнение к этому, некоторые антидепрессанты, такие, как тразодон, нефазодон, вилазодон, вортиоксетин — обладают прямым и непосредственным 5-HT₁A-агонистическим действием, что, вероятно, также вносит свой вклад в их антидепрессивную активность, наряду с блокадой обратного захвата моноаминов и другими эффектами.
Также считается, что активация 5-HT₁A-рецепторов и сопряжённое с ней усиление секреции окситоцина, по всей вероятности, играет важную роль в реализации «просоциального» (социализирующего), быстрого антидепрессивного, анксиолитического и эйфоризирующего эффекта агентов, вызывающих выброс серотонина, таких, как МДМА.
Рецепторы подтипа 5-HT₁A в дорсальной части ядер шва ко-локализованы (находятся рядом на одних и тех же клетках) с NK₁-рецепторами (рецепторами к нейрокинину-1, также называемому субстанцией P). Было показано, что 5-HT₁A-рецепторы способны угнетать выделение NK₁ из пептидергических нейронов, а также понижать чувствительность NK₁-рецепторов к их эндогенному лиганду. А уменьшение опосредованной NK₁ нейротрансмиссии, в свою очередь, вторично уменьшает норадренергическую нейротрансмиссию в соответствующих областях мозга. А опосредованная NK₁ нейротрансмиссия принимает участие в регуляции тошноты и рвоты, болевой чувствительности, а также возбуждения и тревоги. В результате, в дополнение к антидепрессивному и анксиолитическому эффектам, активация 5-HT₁A-рецепторов при помощи агонистов приводит также к противорвотному эффекту и анальгетическому эффекту,. Все или часть этих эффектов могут полностью или частично зависеть от угнетения активированными 5-HT₁A-рецепторами опосредованной NK₁ нейропередачи. И наоборот, новейшие NK₁-антагонисты, которые в основном используются в настоящее время как противорвотные средства для лечения тошноты и рвоты при лучевой терапии и химиотерапии злокачественных опухолей, в последнее время исследуются также как потенциальные новые агенты для лечения тревоги и депрессии, а также болевых синдромов.
Показано, что активация 5-HT₁A-рецепторов способна повышать выделение дофамина в медиальной префронтальной коре, стриатуме и гиппокампе. Эти эффекты могут оказаться полезными для улучшения состояния больных с шизофренией и болезнью Паркинсона. Как уже упоминалось выше, некоторые из атипичных антипсихотиков являются парциальными агонистами 5-HT₁A-рецепторов. Было показано, что это свойство повышает их клиническую эффективность при шизофрении, особенно в отношении негативной, когнитивной и депрессивной симптоматики, и повышает их «атипичность» (уменьшает вероятность экстрапирамидных побочных явлений).
Усиление дофаминергической нейротрансмиссии в этих областях мозга может также играть важную роль в реализации антидепрессивного и анксиолитического эффектов, наблюдаемых при активации постсинаптических 5-HT₁A-рецепторов (напрямую, как при применении агонистов 5-HT₁A-рецепторов, или косвенно через повышение уровня серотонина, как при применении антидепрессантов, лития, прекурсоров серотонина).
Вместе с тем сверхстимуляция 5-HT₁A-рецепторов, возникающая при приёме серотонинергических препаратов, ответственна за возникновение редкого, но опасного побочного эффекта — серотонинового синдрома (в частности, таких его проявлений, как гиперактивность, гиперрефлексия и беспокойство).
Было показано, что активация 5-HT₁A-рецепторов может нарушать некоторые функции памяти (это касается как декларативной, так и не-декларативной памяти) и способность к обучению (вследствие нарушения работы механизмов кодирования и хранения новой информации в памяти), за счёт ингибирования высвобождения глутамата и ацетилхолина в различных областях мозга. Возможно, что этот эффект лежит в основе иногда наблюдаемого неблагоприятного влияния антидепрессантов на память. В то же время известно, что активация 5-HT₁A-рецепторов способна улучшать когнитивные функции, ассоциирующиеся с префронтальной корой (и нарушенные при шизофрении и при депрессиях), вероятно, вследствие повышения содержания в префронтальной коре дофамина и ацетилхолина. И напротив, было показано, что антагонисты 5-HT₁A-рецепторов, такие, как лекозотан, способны улучшать определённые аспекты обучаемости и памяти, по крайней мере в опытах на крысах, и, как следствие, в настоящее время изучаются в качестве потенциальных кандидатов на лекарства для лечения болезни Альцгеймера.
Другие наблюдавшиеся в научных исследованиях результаты активации 5-HT₁A-рецепторов включают в себя:
- Уменьшение агрессивности[39][40]
- Повышение социальности и социальной активности[41]
- Уменьшение импульсивности[42]
- Уменьшение влечения к алкоголю и психоактивным веществам[43][44][45]
- Повышение либидо и сексуальной возбудимости[46][47]
- Угнетение эректильной функции[48][49]
- Снижение аппетита[50]
- Пролонгирование латентной фазы до наступления REM-фазы сна[51][52]
- Уменьшение вызываемой опиоидами депрессии дыхания.[53]